# Гагаринский мост (Чебоксары)
Гага́ринский мо́ст (чув. Гагарин кӗперӗ) — мост в Чебоксарах. Соединяет улицу Юлиуса Фучика и улицу Гагарина. Пересекает реку Трусиху (Трусовку). Был построен и открыт в 1977 году.

## История
Строительство моста началось в 1971 году (проект был разработан ещё в 1971 году), а открыт мост был 11 марта 1977 года. Мост построен над рекой Трусиха. Протяженность моста — 408 метров. Это самый высокий мост в Чебоксарах. 
Многие десятилетия Гагаринский мост не реконструировался, за этот период он пришёл в упадок, части конструкций отваливались. Несколько раз поднимался вопрос о реконструкция моста, но дата оставалась неизвестна. В итоге в октябре 2024 года начался капитальный ремонт, со планами окончания до октября 2026 года.